# Convention de La Haye (1980)
Pour les articles homonymes, voir Convention de La Haye.
La Convention du 25 octobre 1980 sur les aspects civils de l'enlèvement international d'enfants, dite aussi Convention de La Haye, entend garantir le retour immédiat d'enfants déplacés ou retenus illicitement par l'un de leurs parents dans un État contractant. Elle vise aussi à faire respecter les droits de garde, de visite et d'hébergement des enfants dans les pays contractants.
Cette convention est une norme de droit international privé qui est applicable en France à la suite du décret du 29 novembre 1983. Cette convention a pour objet « d'assurer le retour immédiat des enfants déplacés ou retenus illicitement dans tout État contractant » et « de faire respecter effectivement, dans les autres États contractants, les droits de garde et  de visite existant dans un État contractant » (article 1). 
L’intention principale de la Convention est de préserver tout statut existant en matière de garde d’enfants juste avant un prétendu déplacement ou maintien illégal illicite, dissuadant ainsi un parent de franchir les frontières internationales à la recherche d’un tribunal plus compréhensif. La Convention ne s'applique qu'aux enfants de moins de 16 ans.

## Procédure
La Convention de La Haye prévoit, en cas d'enlèvement parental international ou de non-présentation illicite d'un enfant (refus d'assurer un droit de visite, par exemple), que le parent lésé puisse saisir l'autorité centrale de son pays (auprès du ministère de la Justice) afin que celle-ci requière auprès de l'autorité centrale du pays dans lequel se trouve le ou les enfants concernés, que cette dernière attaque le parent « présumé enlevant » auprès du tribunal local. En fait, toute personne qui a connaissance d'un déplacement illicite de l'enfant peut saisir l'autorité centrale d'une demande et sous certaines conditions qui sont édictés a l'article 8 de la convention de la Haye. La demande doit contenir :
- des informations portant sur l’identité du demandeur, de l’enfant et de la personne dont il est allégué qu’elle a emmené ou retenu l’enfant ;

- la date de naissance de l’enfant, s’il est possible de se la procurer ;

- les motifs sur lesquels se base le demandeur pour réclamer le retour de l’enfant ;

- toute information disponible concernant la localisation de l’enfant et l’identité de la personne avec laquelle l’enfant est présumé se trouver. La demande peut être accompagnée ou complétée par :
  - une copie authentifiée de toute décision ou de tout accord utiles ;
  - une attestation ou une déclaration avec affirmation émanant de l’Autorité centrale, ou d’une autre autorité compétente de l’État de la résidence habituelle, ou d’une personne qualifiée, concernant le droit de l’État en la matière ;
  - tout autre document utile.

Aussi quand l’Autorité centrale qui est saisie d’une demande en vertu de l’art. 8 a des raisons de penser que l’enfant se trouve dans un autre État contractant, elle transmet la demande directement et sans délai à l’Autorité centrale de cet État contractant et en informe l’Autorité centrale requérante ou, le cas échéant, le demandeur. Et il appartient à l'autorité centrale où se trouve l'enfant de prendre des mesures nécessaires pour garantir le retour de l'enfant. Toutefois, s'il émet un retard pour effectuer le retour de l'enfant dans un délai de six semaines, il doit le justifier.
En effet, selon le Règlement communautaire dit Bruxelles 2 bis qui prévoit les modalités d'applications de la Convention et entend raccourcir les délais, pour que le tribunal local saisi par le ministère public, statuant en droit communautaire, ordonne le retour immédiat des enfants concernés, il doit répondre positivement à ces trois questions :
- l'autorité parentale incombe-t-elle exclusivement ou conjointement au parent ayant saisi l'Autorité centrale ?
- la résidence habituelle[3] des enfants était-elle effectivement dans le pays requérant à la date du déplacement ou de la non‑présentation ?
- l'institution judiciaire du pays requérant est-elle en mesure de protéger les intérêts supérieurs des enfants ?

Si le tribunal répond positivement aux trois questions, il ordonne et fait exécuter le retour des enfants.
L’autorité judiciaire ou administrative de l’État requis n’est néanmoins pas tenue d’ordonner le retour de l’enfant, par exemple dans le cas où elle constate l’intégration de l'enfant dans son nouveau milieu (article 12 de la Convention). Afin de rendre possible cette compétence des autorités de l'État de la résidence habituelle de l'enfant, l'article 11-6 du dispositif Bruxelles 2 bis prévoit qu'elles doivent être informées de la décision de non-retour dans un délai d'un mois, ce qui ouvre alors aux parties un délai de trois mois pour présenter leurs observations devant ces autorités. En France, l'article 1210-4 du code de procédure civile prévoit que cette information doit être communiquée au ministère Public près du Tribunal de grande instance spécialement compétent qui saisit par requête le Juge aux affaires familiales. À Québec par exemple, le tribunal de l'État visé par la demande n'est pas tenu d'ordonner le retour de l’enfant si le parent ravisseur, qui s'y oppose, établit :
- le non-exercice effectif du droit de garde par le parent demandeur ;
- le consentement ou l'acquiescement postérieur du parent demandeur au déplacement ou non-retour ;
- l'existence d'un risque grave que le retour de l'enfant expose celui-ci à un danger physique ou psychologique, ou le place dans une situation intolérable ;
- l'opposition de l'enfant à son retour s'il a atteint un âge et une maturité où il est approprié de tenir compte de son opinion ;
- l'intégration de l'enfant dans son nouveau milieu de vie (plus d'un an).

Aussi le règlement Bruxelles 2 bis invite la juridiction saisie à « veiller à ce que l’enfant ait la possibilité d’être entendu au cours de la procédure, à moins que cela n’apparaisse inapproprié eu égard à son âge ou à son degré de maturité » (art. 11, 2). Si l’audition de l’enfant est recommandée, il convient de se référer, quant à ses conséquences, aux dispositions de l’article 13 alinéa 4 de la Convention de La Haye, en vertu desquelles ce n’est qu’en cas d’opposition de l’enfant que le juge pourrait refuser d’ordonner le retour.

## Suppression ou rétention injustifiée
La Convention dispose que l'éloignement ou la rétention d'un enfant est illicite chaque fois que :
- il enfreint le droit de garde attribué à une personne, une institution ou tout autre organisme, soit conjointement soit seul, en vertu de la législation de l'État dans lequel l'enfant avait sa résidence habituelle immédiatement avant le déplacement ou la rétention ;

- au moment du retrait ou de la rétention, ces droits étaient effectivement exercés, soit conjointement, soit séparément, ou auraient été exercés de la sorte, si ce n’était pour le retrait ou la rétention.

Ce droit de garde peut découler de l’application de la loi, d’une décision judiciaire ou administrative, ou d’un accord qui produit des effets en vertu de la législation du pays de la résidence habituelle.
Du point de vue de la Convention, l'éloignement d'un enfant par l'un des détenteurs conjoints sans le consentement de l'autre est illicite, et cette illicéité découle dans ce cas particulier, non pas d'un acte contraire à une loi particulière, mais du fait que cette action a méconnu les droits de l’autre parent qui sont également protégés par la loi et a entravé leur exercice normal.

## Signataires
101 parties sont contractantes à la Convention depuis juillet 2019. Le dernier État à avoir adhéré à la Convention est La Barbade en 2019.

Pays signataires au 11 7 2019 :
Pays membres de la Conférence de la Haye de droit international privé
Pays non membres

## Statistiques
En 2003, sur 428 dossiers d'enlèvements d'enfants reçus par le Bureau d'entraide judiciaire, 720 cas appartenaient à des pays de tradition musulmane. Cette proportion est due à la grande population d'origine maghrébine résident habituellement en France. Des communautés moins nombreuses sont également liées à la francophonie par des liens de langue, de culture ou de traditions juridiques.
À l’occasion de la Journée internationale des enfants disparus du 25 mai, deux organisations ont publié des statistiques européennes. L’une parle de 3 536 et l’autre de 5 742 enfants disparus. Cette différence s'explique par l'absence de statistique européenne officielle sur le sujet. Chaque pays, et dans le cas de la Suisse chaque canton, classifie et recueille ces données différemment. De ce fait, compilation et comparaison sont impossibles à réaliser[réf. nécessaire].
En 2016, Amber Alert d'Europe parle de 3 536 enfants disparus. Il s’agit d’enfants dont la police de leur pays a décidé de rendre publique la disparition.
Aussi en 2016, 29 alertes à l'enlèvement ont été déclenchées dans 5 pays pour la recherche de 33 enfants, dont 32 ont été retrouvés, 83 % dans les 24 heures.
Comme le note cette organisation, ces données ne font que donner un aperçu de la situation, mais ne peuvent pas être la source de recherches scientifiques sur la disparition d’enfants car les critères qui engendrent l’annonce publique et ceux qui déclenchent l’alerte à l'enlèvement diffèrent d’un pays à l’autre.
Toujours en 2016, Missing Children Europe parle de 5 742 enfants disparus. Elle puise ses données dans les cas traités par 23 numéros d’urgences 116 000. Des 5 742 enfants disparus, 57 % sont des enfants qui ont fugué ou qui ont été forcés à partir de la maison ; 7 % sont des MNA ; 23 % sont des cas d’enlèvements parentaux ; moins de 1 % sont des cas d’enlèvements criminels par un tiers ; 13 % sont des enfants perdus, blessés ou autres.
Autre donnée intéressante, 1 cas sur 5 implique le passage d’une frontière, ce qui souligne l’importance d’une bonne collaboration internationale entre les autorités compétentes. Une autre nouveauté de 2016 est l'augmentation importante des appels faits par les enfants disparus eux-mêmes : 12 % de plus. En 2017, il n'y a pas de données stables concernant les enlèvements d'enfants.